# Santa Maria Maggiore (Tuscania)

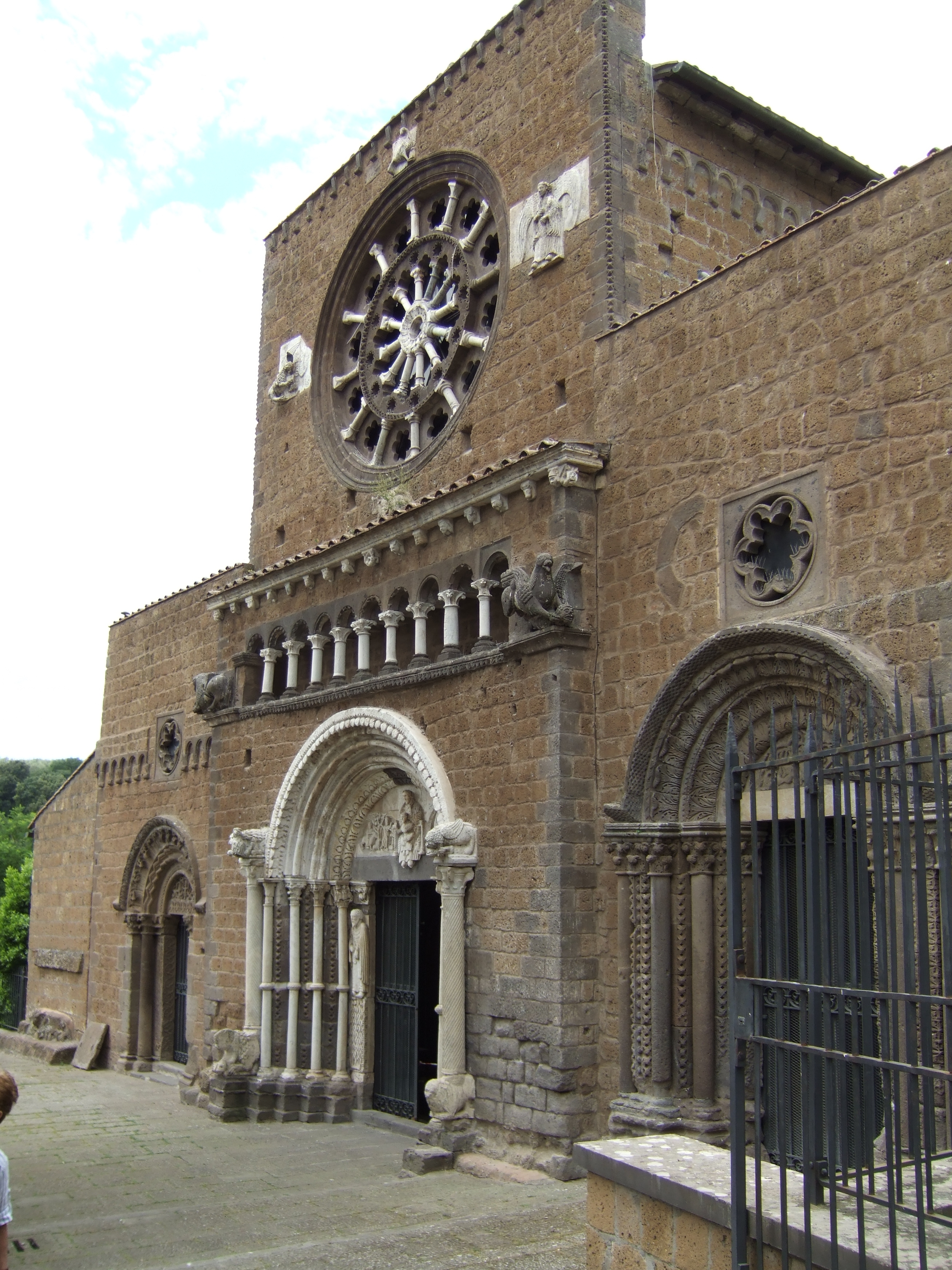
Santa Maria Maggiore, Fassade

Die Basilika Santa Maria Maggiore in Tuscania in der Region Latium liegt am Fuße des Hügels von San Pietro. Der Überlieferung nach soll sie im 6. Jahrhundert als erste Bischofskirche Tuscanias auf den Resten eines Janustempels errichtet worden sein. Tatsächlich wurden bei der Restaurierung nach dem Erdbeben des Jahres 1971 die Fundamente eines großen römischen Gebäudes gefunden. Erste Erwähnung fand der Vorgängerbau jedoch erst in einer Bulle des Papstes Leo IV. von 852. Die heutige Kirche stammt aus dem 12. Jahrhundert und wurde am 6. Oktober 1206 geweiht. Sie verfügt über einen mächtigen, teilweise zerstörten Campanile. Der Bau ist ein schönes Beispiel der romanischen Architektur in Italien.

## Fassade
Ihre Fassade ist ähnlich gestaltet wie diejenige der benachbarten Kirche San Pietro: Der untere Bereich wird von drei Portalen gegliedert, dessen linkes wegen des Steilhangs etwas tiefer liegt, darüber verläuft eine Zwerggalerie und die oberste Zone zeigt eine Fensterrose.

## Hauptportal

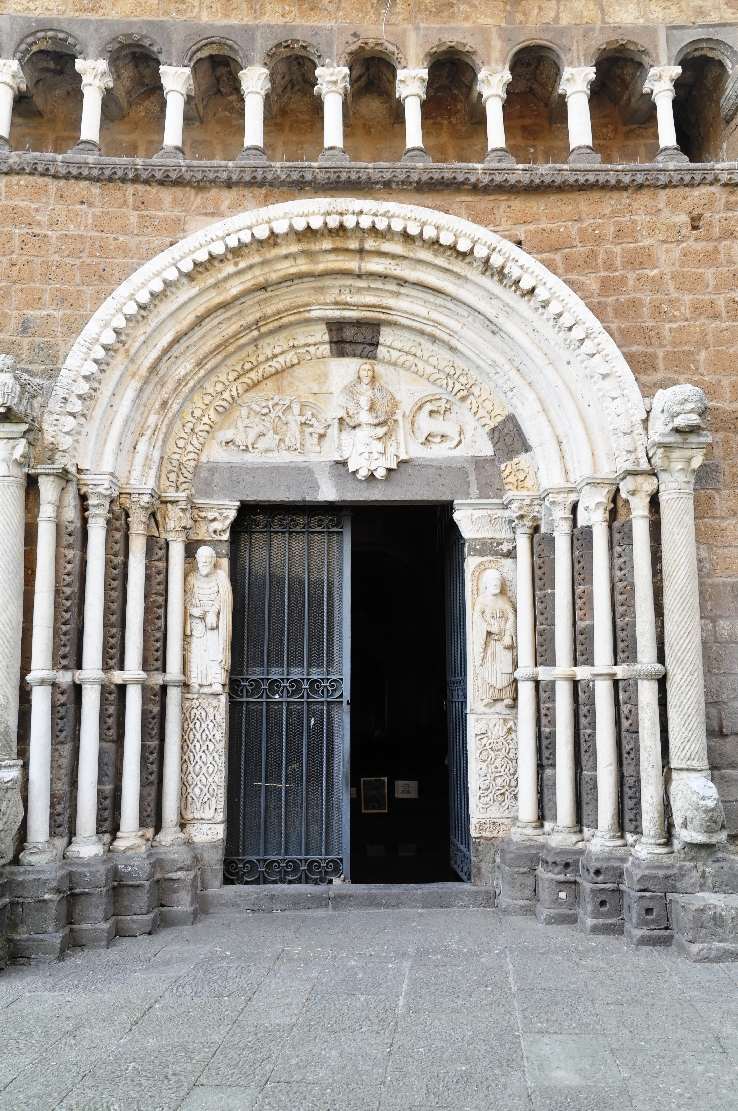
Hauptportal

Das Stufenportal hebt sich durch seinen weißen Marmor deutlich von den dunklen Backsteinen ab und weist stilistisch unterschiedliche Einflüsse auf. So erinnert
beispielsweise der gezackte äußere Archivoltbogen an die normannische Architektur auf Sizilien. Flankiert wird das Portal von zwei Säulen mit fein gedrehter Kannelierung und Löwensockeln. Sie schließen an den Kapitellen mit zwei eigenwilligen Tiergestalten ab, wie man sie im Mittelalter aus Bestiarien kannte. Ähnliche wurden im 13. Jh. auch in den abruzzesischen Kirchen gerne verwendet. Den Eingang rahmen seitlich zwei Flachreliefs mit den Figuren von Petrus und Paulus, deren Köpfe wegen Vandalismus leider ergänzt werden mussten.
Das Tympanon zeigt in der Mitte eine axial angelegte Madonna mit Kind im Stil der Sedes sapientiae, zu ihrer Linken im lombardischen Stil das Opfer Isaaks, vermutlich in zwei Szenen, oder Bileam auf dem Esel, rechts das Agnus Dei. Die Blendarkade darüber weist als Figurenschmuck einen Greif und einen Löwen auf, während man an der Fensterrose die vier Evangelistensymbole erkennt.

## Innenausstattung
Im Inneren erkennt man eine dreischiffige Basilika mit offenem Dachstuhl, deren Säulen und Wände teilweise mit Fresken verziert sind.

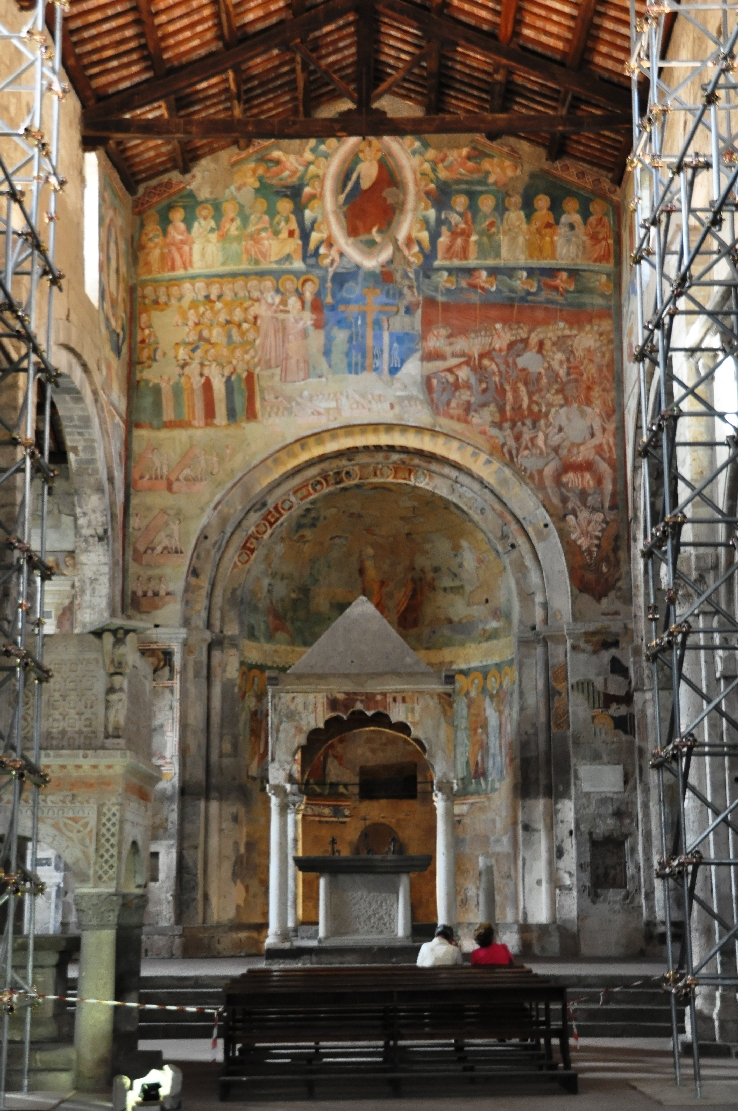
Hauptschiff mit Ziborium

Die große Kanzel links setzt sich aus Marmorplatten des 8., 9. und 12. Jhs. zusammen.

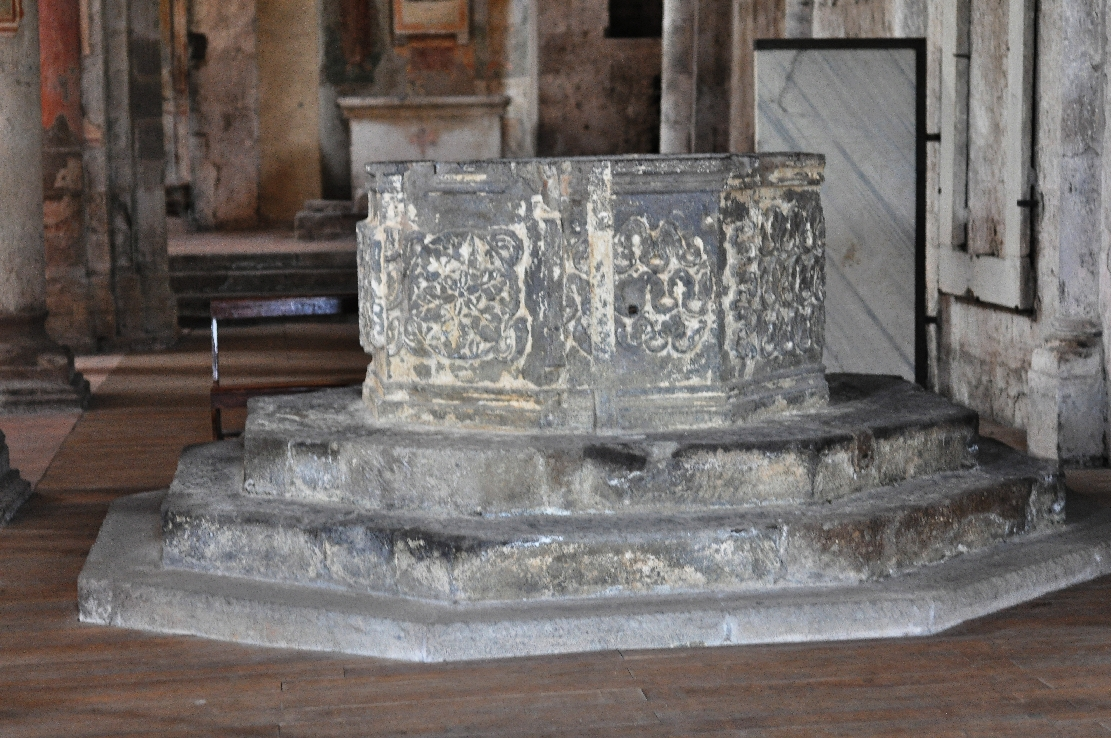

Im rechten Seitenschiff überrascht ein großes, achteckiges, wohl zur Immersionstaufe verwendetes Taufbecken aus dem 13. Jh.
Die Vierung nimmt ein Ziborium mit Altarmensa ein, im Scheitel der Apsis steht eine schlichte Bischofs-Kathedra.

### Das Jüngste Gericht
Auf dem Triumphbogen zur Apsis beeindruckt ein aufwändig gestaltetes Fresko aus dem frühen 14.Jh. mit seinem Jüngsten Gericht.

#### Ikonographie
Das Bildprogramm folgt dem damals üblichen ikonographischen Schema. Christus beherrscht die apokalyptische Szene als Weltenrichter. Er thront in einer Mandorla, die Engel tragen, deren zwei unterste mit ihren Trompeten zum Jüngsten Gericht blasen. Beidseitig von Christus sitzen die zwölf Apostel. Unter ihm links führt Maria die Heerscharen der Auserwählten an, zu denen Heilige, Kleriker und Laien gehören, während im Zwickel die Toten aus ihren Gräbern auferstehen.

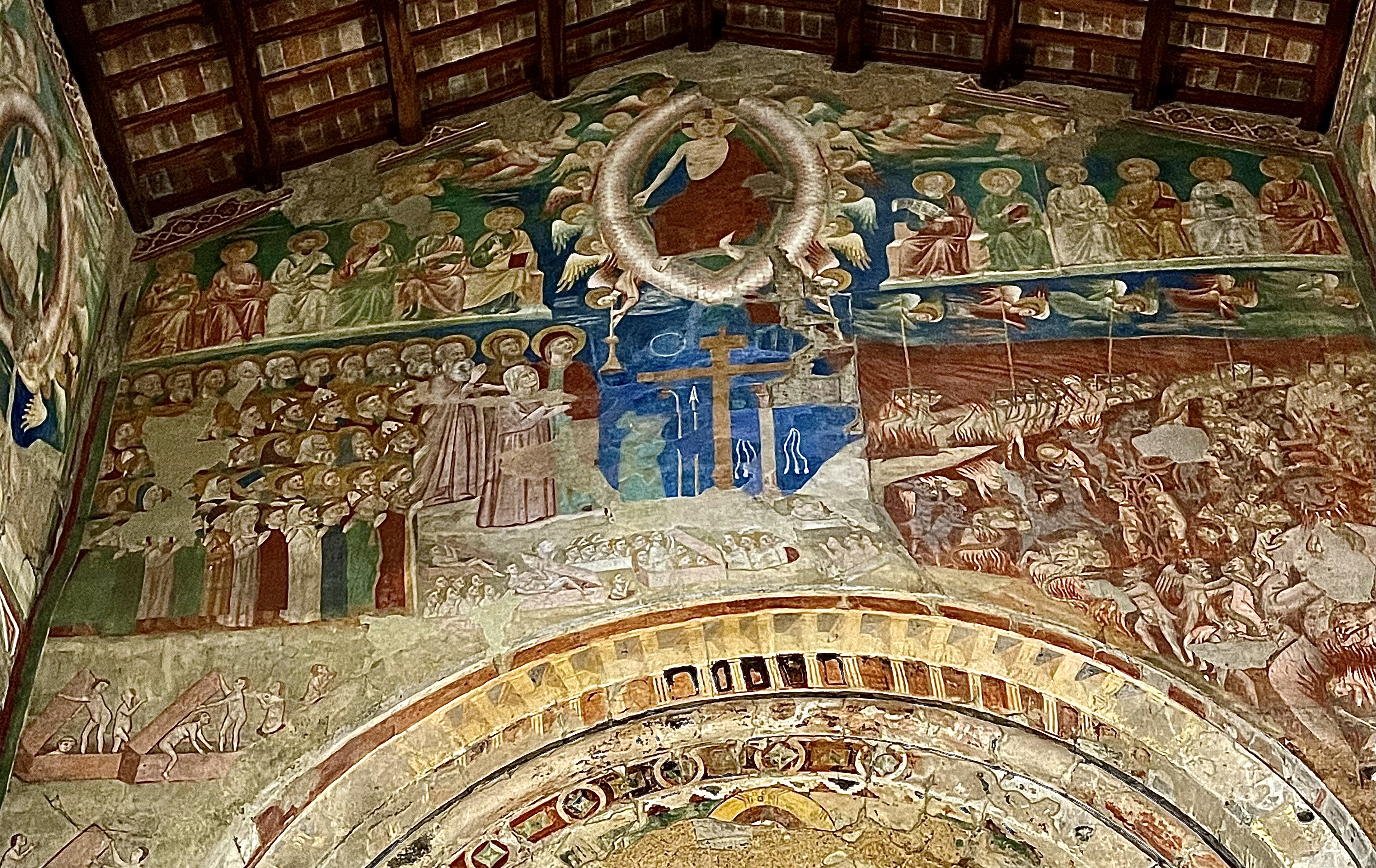
Das Jüngste Gericht

In der Mitte erkennt man Symbole der Passion, die verdunkelte Sonne, das Rohr mit dem in Essig getränkten Schwamm, Lanze, Kreuz, Geißelsäule und Ruten.

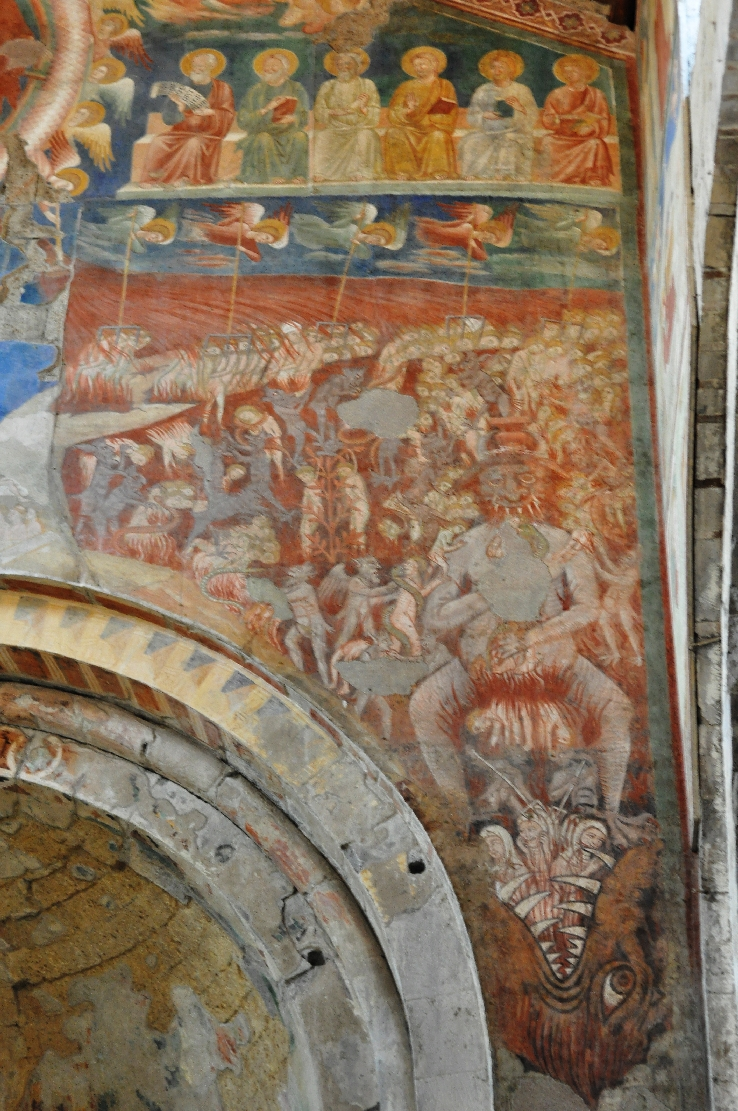
Luzifer, Judas und die drei Nonnen

Auf der rechten Seite sind fünf Engel dabei, die die Verdammten mit langen Gabeln in einen feurigen Fluss zu stoßen, der sie in die Hölle reißt. Hier sind die Sünder allen erdenklichen Qualen ausgesetzt. So hängen einige Übeltäter am dornigen Baum des Bösen. Am schlimmsten aber trifft es Judas, den eine Schlange würgt und in sein Gesicht beißt, um ihn mit ihrem „Kuss“ für den Verrat Christi zu bestrafen. Dann wirft ihn der Teufel Luzifer zum Fraß vor. Dieser, von der Fülle übersättigt, scheidet – ganz ungewöhnlich – die Ungläubigen halb verdaut gleich wieder aus. Auffallend sind die drei darunter etwas größer dargestellten Nonnen, die in Angst und Schrecken zwischen den spitzen Zähnen eines Drachens verharren.

#### Auftraggeber
Das Erdbeben, das Tuscania 1971 erschüttert hatte, und dessentwegen die Kirche bis heute noch eingerüstet ist, beschädigte auch das Fresko. Zu seiner Erhaltung musste es abgenommen und restauriert werden, bevor man es wieder am Triumphbogen anbringen konnte. Einige Schäden blieben aber irreparabel, so die Figur des Stifters, den man davor noch kniend am Fuße des Kreuzes sehen konnte. Heute ist von seinem Bildnis und seinem darunter verewigten Namen nur noch ein grüner Fleck übrig. Möglicherweise hat es sich bei der weiblichen Figur direkt hinter ihm, die als einzige keinen Heiligenschein trägt, um seine Frau gehandelt.
Der Name des Auftraggebers ist somit bekannt und wird in den Dokumenten zu Tuscania zwischen 1303 und 1325 häufig erwähnt: Ser Secondiano Diotabive, Notar, Prokurator der Gemeinde, Anwalt, oftmals aktiv als Repräsentant des Gemeinderats sowie der Bevölkerung und Mitglied der Guelfen. Er war offensichtlich sehr wohlhabend, soll aber lokalen Erzählungen zufolge mit dem Gesetz in Konflikt gekommen sein. So habe er, um nicht vor Gericht zu müssen, bei drei Nonnen Zuflucht gesucht, die ihn dann aber verraten hätten, weshalb man diese auf dem Fresko zwischen den spitzen Zähnen des Drachens eingeklemmt finde. Die Tatsache, dass beim Erdbeben just sein Bildnis verloren ging, führte daher bei den Einheimischen zur Belustigung.

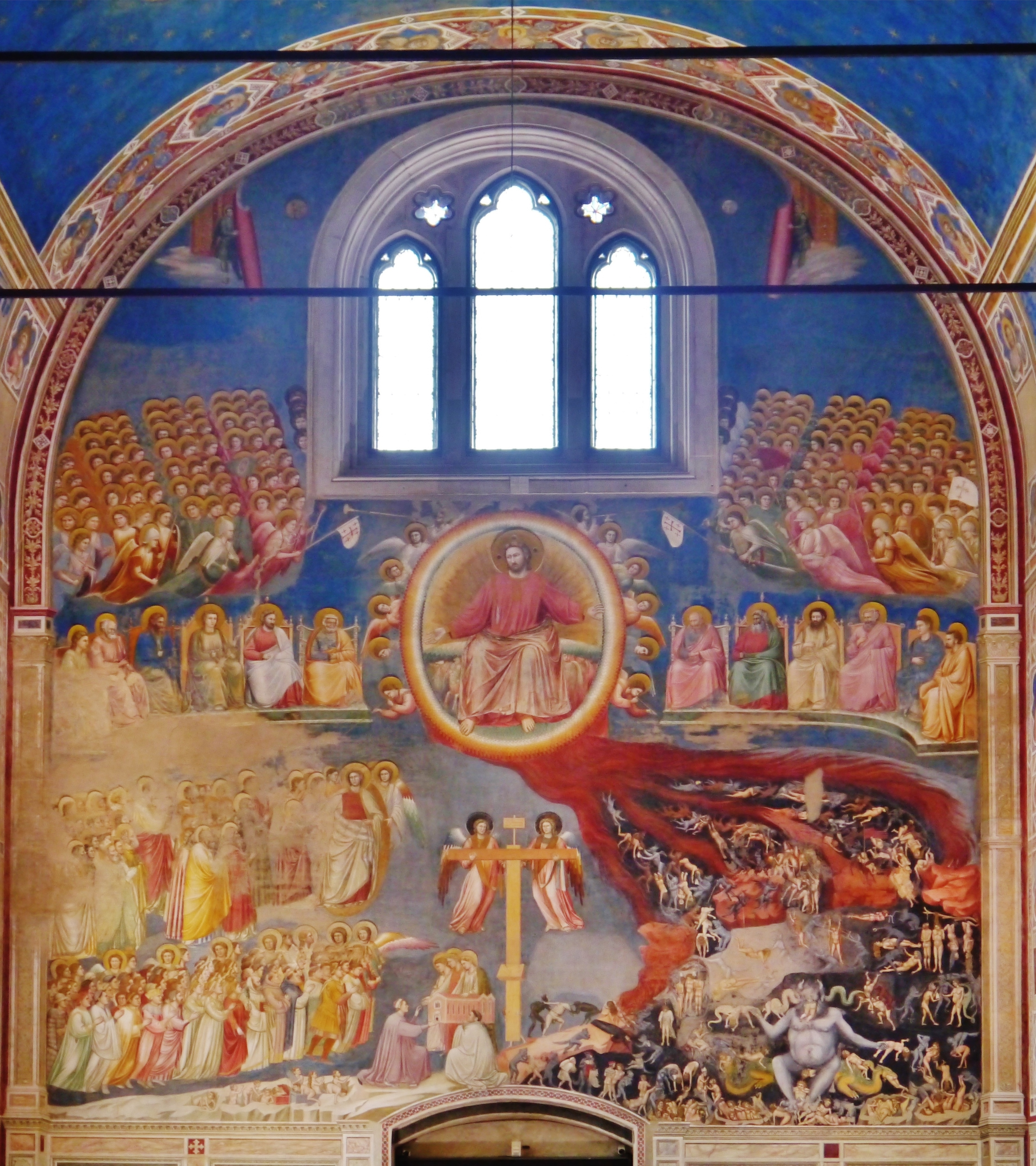
Giotto, Jüngstes Gericht, Padua

#### Gregorio und Donato von Arezzo
Das Fresko weist sowohl ikonographisch als auch kompositorisch große Ähnlichkeiten mit dem Jüngsten Gericht von Giotto in der Scrovegni-Kapelle in Padua auf.
Tatsächlich sind die beiden Maler, Gregorio und Donato von Arezzo, die der Notar Secondiano für seinen Auftrag nach Tuscania berufen hatte, zuvor als Mitarbeiter Giottos beim Jüngstem Gericht in der Scrovegni-Kapelle belegt und gehören damit zu seinen toskanischen Nachfolgern.
Ihnen werden auch das Fresko der drei Schutzheiligen Tuscanias, Secondiano, Marcelliano und Veriano, in der Krypta von S. Pietro sowie weitere Werke in Viterbo, Bracciano, Tarquinia, Soriano nel Cimino und Montefiascone zugeschrieben.